# Manchester kodiranje
U telekomunikacijama i računarstvu, manchester kodiranje ili fazno kodiranje (engl. phase encoding, PE) je način predstavljanja logičkog simbola fizičkim signalom, na način da se razina signala uvijek mijenja kod svake prenesene binarne znamenke. Za jednu znamenku signal počinje na visokoj razini, te se na polovici intervala mijenja na nisku, dok za drugu znamenku je to obratno. Ovisno o slijedu znamenaka, signal se može i ne mora mijenjati na granicama znamenaka. Ti prijelazi na granicama znamenaka ne nose informaciju, informaciju nose samo prilazi na sredinama intervala.
Postoje dvije konvencije. Prvu je objavio G. E. Thomas godine 1949. i prema njoj se logička 0 predstavlja promjenom s niske na visoku razinu, a logičko 1 prijelazom s visoke na nisku razinu. Druga je obratna, koristi se u IEEE 802.4 (token bus), i u IEEE 802.3 (žični Ethernet, fizički i podatkovni sloj) pri nižim brzinama. Obje konvencije imaju brojne sljedbenike.
Za razliku od non-return-to-zero metode kodiranja, Manchester kodiranje ima prijelaz nakon svakog intervala signala te se time rješava problem sinkronizacije, tj. oporavka signala vremenskog vođenja, ali se dvostruko povećava potrebni frekvencijski pojas. Široko se primjenjuje, ali samo u situacijama gdje fizikalno raspoloživi frekvencijski pojas dostatno premašuje potrebe uz zadanu brzinu prenošenja podataka (npr. 10BASE-T Ethernet pri 10Mbit/s, infracrveno daljinsko upravljanje, NFC).